# دهانه ابلن
دهانه ابلن (انگلیسی: Obolon' crater) یک دهانه برخوردی دفن شده زیر سطح زمین در جنوب شرقی شهر کیف در کشور اوکراین است که قطری برابر با ۲۰ کیلومتر (۱۲ مایل) دارد.